# گلوکومتر

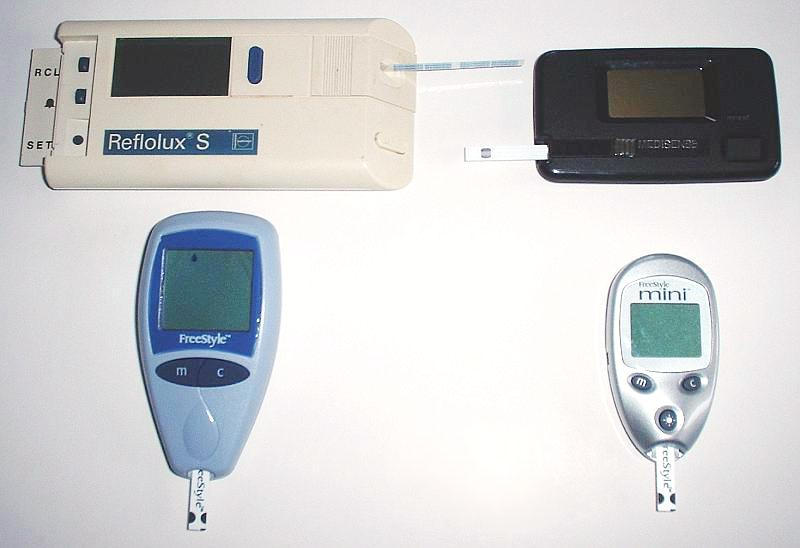
چهار نمونه از گلوکومترهای نسل قدیمی و جدید

گلوکومتر(به انگلیسی: glucometer) یا گلوکوز متر(به انگلیسی: Glucose meter) یک ابزار پزشکی است که برای تعیین تخمینی غلظت گلوکز (قند) در خون به کار می‌رود. این ابزار یکی از اجزاء اصلی مانیتورنیگ قند در خانه برای بیماران دیابتی یا هیپوگلیسمی است. یک قطره کوچک از خون که توسط سوزن زدن به پوست با یک سوزن لنست به دست‌آمده روی یک صفحه یک‌بار مصرف آزمایش قرار می‌گیرد که توسط دستگاه استفاده و قند خون محاسبه می‌شود.